# Café con leche
Café con leche, spanska för "kaffe med mjölk", är en spansk kaffedryck, lik den franska café au lait och den italienska caffelatte. Drycken innehåller starkt kaffe, ibland espresso, blandat med upphettad mjölk till förhållandet 1:1. En nypa socker eller salt tillsätts efter smak.
Drycken är extremt populär i Spanien och många latinamerikanska länder och samhällen runt hela världen. I de kubanska områdena i Tampa och Miami är café con leche till exempel mycket vanligt vid frukosten.
Drycken serveras ofta i koppar eller glas.